# Eisen-Nickel-Legierung
Eisen-Nickel-Legierungen (FeNi) sind eine Gruppe von Legierungen die zu großen Teilen aus Eisen und Nickel bestehen. Sie gehören zu den Ferrolegierungen.
Eisenmeteorite bestehen zumeist, wie auch der innere Erdkern, aus einer Eisen-Nickel-Legierung mit 4 bis 30 % Nickel. Auch Minerale wie Awaruit, Antitaenit, Kamacit, Taenit und Tetrataenit sind Eisen-Nickel-Legierungen.
Einige der Legierungen wie Permalloy (81 % Nickel) oder Audiolloy (48 % Nickel) eignen sich aufgrund ihrer hohen Permeabilität gut für magnetische Abschirmungen. Die Legierung Invar mit etwa 36 % Nickel wiederum zeichnet sich durch eine sehr geringe Wärmeausdehnung aus. Platinit wird als Einschmelzlegierung für Glas verwendet. Legierungen mit etwa 29 % Nickel sind unmagnetisch und werden im Maschinenbau für Bauteile verwendet, die nicht magnetisierbar sein dürfen.
Als Ferronickel wird eine Legierung mit 20 bis 60 % Nickel, sowie 1 bis 2 % Cobalt, 1,5 % bis 2 % Kohlenstoff und in geringer Menge (<0,3 %) Schwefel bezeichnet, die aus oxidischen Erzen gewonnen wird und für die Stahlherstellung eingesetzt wird. Dessen minderwertige Variante ist das Nickelroheisen (Nickel Pig Iron) mit 4 bis 13 % Nickel.